# MOHAnet Mobilsystems Zrt.
A MOHAnet Mobilsystems Zrt. tevékenysége Havasi Zoltán egyetemi szakdolgozatának alapötletére épült, mely az IP alapú integrált mobil távfelügyeleti rendszerek szolgáltatásainak fejlesztésére, valamint a magyar termékek népszerűsítésére irányult. Rendszereik segítségével vagyon-és tűzvédelmi berendezések, segélyhívó rendszerek, járőrellenőrző rendszerek, felvonók, s egyéb műszaki berendezések, valamint ital- és áruautomaták, mozgó gépjárművek távfelügyeleti és logisztikai szolgáltatása nyújtható, melyhez az alkalmazott kommunikációs technológia országos lefedettséget biztosít.

## MOHAnet Mobilsystems Zrt. története
A MOHAnet Mobilsystems Kft-t MOzgó Zsolt és HAvasi Zoltán alapította 2006-ban. A cég alapításakor úttörő szerepet vállalt magára azzal a céllal, hogy hazánkban is meghonosítsa, és minél szélesebb körben elterjessze a GPRS technológián alapuló eszközöket, illetve alkalmazásokat. A vállalat hazai és nemzetközi fejlődésének eredményeként rövid időn belül új társasági és szervezeti formában tevékenykedett tovább, 2009-től mint MOHAnet Mobilsystems Zrt. kívánt a vezetőség sikeresen megfelelni a kor gazdasági kihívásainak.

## MOHAnet a számok tükrében
A MOHAnet  ötéves  tevékenysége után mintegy 140 képviseleti partnerrel rendelkezik országszerte, s megközelítőleg 280 távfelügyeleti állomás telepítésében, és működtetésében vesz részt műszaki, informatikai közreműködőként. A MOHAnet támogatásával a partnerek által üzemeltetett távfelügyeleti állomások közel 200 ezer végpontot szolgálnak ki, és jelenleg 18.770 mobil GPRS előfizetővel rendelkeznek. Az elmúlt másfél évben a cég az alkalmazás-szolgáltatás üzletágának beindításával már közvetlenül is ki tud szolgálni több tucat multinacionális nagyvállalatot, elsősorban a vállalati erőforrás gazdálkodás területén, szerteágazó, speciális megrendelői igényeket kielégítve.
Az alapítástól eltelt évek alatt a MOHAnet összesen 13 féle egyedi funkcióval felruházott GPRS készüléket (hardvert), valamint 7 különböző távfelügyeleti, logisztikai és vállalatirányítási szoftvert fejlesztett ki.